# 元伊勢神宮
元伊勢神宮（もといせじんぐう）とは、伊勢神宮が伊勢の現在地に着座するまでに遷座した時に各地に分祀して残された元伊勢と云われる神社群であるが、特に丹波国（後に丹後国、現京都府福知山市大江町）に着座した皇大神社と豊受大神社はそれぞれ元内宮と元外宮と伝わり、これらが近接してあるので、大江町の二社を総称して元伊勢神宮ということがある。また、同地内の岩戸山という異称を持つ日室ヶ嶽の麓には天岩戸神社があって、これらで元伊勢三社ともいう。